# 豊西村 (静岡県)
豊西村（とよにしむら）は静岡県の西部、豊田郡・浜名郡に属していた村である。
現在の浜松市中央区北東部、天竜川右岸にあたる。もともと天竜川左岸の豊田郡に属していたが、天竜川の流路の変更により左岸の浜名郡に所属郡が変更となった。

## 地理
- 河川：天竜川

## 歴史
- 1889年（明治22年）4月1日 - 町村制の施行により、中善地村、羽鳥村、倉中瀬村、末島村、中瀬村、恒武村、常光村、貴平村、石原村、善地村［一部］が合併して豊田郡豊西村が発足。
- 1896年（明治29年）4月1日 - 郡制の施行により所属郡が浜名郡に変更。
- 1951年（昭和26年）4月1日 - 笠井町と合併し、改めて笠井町が発足。同日豊西村廃止。
- 1954年（昭和29年）3月31日 - 笠井町が浜松市に編入。
- 2007年（平成19年）4月1日 - 浜松市が政令指定都市に移行し、旧村域は東区となる。
- 2024年（令和6年）1月1日 - 浜松市の行政区再編に伴い、旧村域が中央区となる。